# 代利奇
代利奇（德語：Delitzsch，發音：[ˈdeːlɪtʃ] ⓘ）是德国萨克森州北萨克森县的城市，曾是代利奇县的县治，面积85.92平方千米，2023年12月31日人口为25,341人。